# Monika Chrtianska
Monika Chrtianska (* 1996 in Zvolen, Slowakei) ist eine österreichische Volleyballspielerin.

## Leben
Monika Chrtianska kam als Tochter des slowakischen Ehepaares Štefan Chrtiansky und Monika Chrtianská, beide Volleyballspieler, in Zvolen zur Welt. Ihr älterer Bruder ist der Volleyballer Štefan Chrtiansky. Von 2017 bis 2023 studierte sie an der IU Internationalen Hochschule Tourismusmanagement.

## Karriere

### Vereinskarriere
Ihre Karriere begann Monika Chrtianska in Innsbruck, wo sie zwischen 2012 und 2016 für TI-Volley spielte. Danach wechselte sie in die höchste schweizerische Liga und spielte jeweils eine Saison für Viteos NUC und VBC Galina. Eigentlich sollte sie auch in der Saison 2018/19 für den liechtensteinischen Club aus der Gemeinde Schaan spielen. Doch vor dem Saisonstart zog sich der Verein zurück und so kehrte Monika Chrtianska nach Österreich zurück und schloss sich dem Spitzenklub SteelVolleys Linz-Steg an. Doch bereits im Dezember 2018 verließ sie die Mannschaft aus Linz wieder und schloss sich dem Schweizer Spitzenteam Sm’Aesch Pfeffingen an. Nach zweieinhalb Spielzeiten wechselte sie zur Saison 2021/22 zurück nach Österreich und schloss sich dem VB NÖ Sokol/Post an. Mit ihrer neuen Mannschaft wurde sie österreichische Vizemeisterin. Nach nur einer Saison verließ sie die Mannschaft aus Schwechater wieder und wechselte zu Charleroi Volley nach Belgien.

### Nationalmannschaft
Im Gegensatz zu ihrem älteren Bruder entschied sich Monika Chrtianska dagegen ihr Geburtsland international zu vertreten, sondern vertritt seit 2014 Österreich. Ihr Profidebüt gab sie im Rahmen der Qualifikation zur Volleyball-Europameisterschaft 2015 am 21. Mai 2014 beim Spiel gegen ihr Geburtsland Slowakei. In dem Spiel, welches das österreichische Teams 0:3 verlor, wurde Monika Chrtianska von Nationaltrainerin Zuzana Pecha-Tlstovičová kurz im zweiten Satz eingesetzt.